# Acrotaeniostola megispilota
Acrotaeniostola megispilota är en tvåvingeart som beskrevs av Hardy 1974. Acrotaeniostola megispilota ingår i släktet Acrotaeniostola och familjen borrflugor. Inga underarter finns listade i Catalogue of Life.